# Benjamin Kalinovic
Benjamin Kalinovic, född 24 april 1982, är en svensk boxare i weltervikt-klassen. Kalinovic är tränad av boxningsklubben Rapid i Västerås och har bland annat vunnit SM, och proffsboxats i USA. Tränas av Alexander Wennersten. Benjamin Kalinovic är nybliven WPBF Europa mästare, titeln tog Benjamin 2014-11-08 på proffsgalan FIGHTING SPIRIT som anordnades av Rapid Promotion i ABB Arena nord.